# Helikaza
Helikaze su klasa enzima koji su vitalni za sve žive organizme. One su motorni proteini koji se kreću duž fosfodiesterske osnove nukleinske kiseline, razdvajajući dva spojena lanca (i.e., DNK, RNK, ili RNK-DNK hibrid) koristeći energiju dobijenu iz ATP hidrolize.

## Funkcija
Mnogi ćelijski procesi (replikacija DNK, transkripcija, translacija, rekombinacija, popravka DNK, ribozomska biogeneza) obuhvataju separaciju lanaca nukleinske kiseline. Helikaze se često koriste za razdvajanje lanaca DNK dvostrukog heliksa ili samostalno spojenih RNK molekula koristeći energiju ATP hidrolize. One se postepeno kreću duž jedne nukleinske kiseline dupleksa sa smerom i brzinom specifičnom za svaki pojedini enzim. Poznato je mnoštvo helikaza, i one proizvode znatnu raznovrsnost procesa u kojima je neophodna kataliza razdvajanja lanaca.

## Literatura
- Nicholas C. Price; Lewis Stevens (1999). Fundamentals of Enzymology: The Cell and Molecular Biology of Catalytic Proteins (Third изд.). USA: Oxford University Press. ISBN 019850229X.
- Eric J. Toone (2006). Advances in Enzymology and Related Areas of Molecular Biology, Protein Evolution (Volume 75 изд.). Wiley-Interscience. ISBN 0471205036.
- Branden C; Tooze J. Introduction to Protein Structure. New York, NY: Garland Publishing. ISBN 0-8153-2305-0.
- Irwin H. Segel. Enzyme Kinetics: Behavior and Analysis of Rapid Equilibrium and Steady-State Enzyme Systems (Book 44 изд.). Wiley Classics Library. ISBN 0471303097.

## Spoljašnje veze
- DNA+Helicases на 
- RNA+Helicases на 